# Margaret Gardiner
 (juillet 2016).
Si vous disposez d'ouvrages ou d'articles de référence ou si vous connaissez des sites web de qualité traitant du thème abordé ici, merci de compléter l'article en donnant les références utiles à sa vérifiabilité et en les liant à la section « Notes et références ».
Margaret Gardiner, née le 21 août 1959 à Le Cap en Afrique du Sud, est une auteure, journaliste et reporter sud-africaine, qui a été élue Miss Univers 1978.
Elle est la première jeune femme africaine de l'histoire élue Miss Univers.

## Biographie
Elle est titulaire d'un baccalauréat en psychologie de l'université de Charleston et l'auteur de deux livres sur la santé et la beauté. 
Margaret est membre de l'Association de la presse étrangère de Hollywood, travaille en tant que journaliste et reporter.

## Vie privée
Elle est mariée à André Nel, un professeur de l'UCLA.